# گوین راس‌دیل
گوین راس‌دیل (انگلیسی: Gavin Rossdale؛ زادهٔ ۳۰ اکتبر ۱۹۶۵) یک موسیقی‌دان اهل بریتانیا است. وی از سال ۱۹۸۳ میلادی تاکنون مشغول فعالیت بوده‌است. وی خواننده اصلی و گیتاریست گروه موسیقی بوش تا سال ۲۰۰۲ بوده‌است.
از فیلم‌ها یا برنامه‌های تلویزیونی که وی در آن نقش داشته است می‌توان به کنستانتین، حلقه بلینگ و بازی زندگی آن‌ها اشاره کرد.